# Drie Dobbelstenen
Drie Dobbelstenen is de naam van een woonhuis uit 1790 aan de Lariestraat 5 te Heeswijk. De voorgevel van dit huis toont drie dobbelstenen die in 1930 werden aangebracht.
Dit geschiedde op initiatief van architect M. van Aspert, die het huis toen gered heeft van sloop. Twee van de dobbelstenen hebben zes ogen en de derde heeft zeven ogen. Deze herinneren aan het aantal sacramenten dat drie telgen van het in dit huis wonende geslacht Dobbelsteen hebben ontvangen. Het priesterschap en het huwelijk zijn sacramenten die één en dezelfde persoon nu eenmaal zelden allebei ten deel vallen, zodat de meeste katholieken in hun leven hooguit zes van de zeven verschillende sacramenten ontvangen.

## Het verhaal
De dobbelstenen herinneren aan het leven van een vroegere bewoner, Gerard Dobbelsteen (1790-1861). Hij trouwde in 1814 met Johanna Vermeulen. Ze kregen een aantal kinderen, van wie er twee op jonge leeftijd stierven. Ook Johanna stierf op het kraambed, in 1819.
Gerard hertrouwde niet, zoals toen te doen gebruikelijk. Hij ging voor priester studeren en werd in 1831 kapelaan te Woensel en in 1840 werd hij pastoor te Borkel en Schaft.
Zijn twee zoons, Joan Lucas (1814-1859) en Adri (1817-1905), gingen eveneens de priesterstudie volgen. Joan werd in 1840 kapelaan te Hilvarenbeek en in 1854 kapelaan te Someren. In 1859 diende hij een zieke de laatste sacramenten toe en stierf kort daarna als gevolg van besmetting.
Adri begon in 1842 als assistent in Veldhoven, in 1853 kapelaan te Aarle-Rixtel en in 1855 kapelaan te Son om in 1859 tot pastoor benoemd te worden. Hij stierf in 1905.
In 1868 heeft de Bossche schilder Piet Slager sr. portretten van dit drietal gemaakt. Deze bevinden zich in de sacristie van de Sint-Willibrorduskerk te Heeswijk.